# Mount Auburn (Iowa)
Mount Auburn és una població dels Estats Units a l'estat d'Iowa. Segons el cens del 2000 tenia 160 habitants.

## Demografia
Segons el cens del 2000, Mount Auburn tenia 160 habitants, 62 habitatges, i 46 famílies. La densitat de població era de 228,8 habitants/km².
Dels 62 habitatges en un 32,3% hi vivien nens de menys de 18 anys, en un 67,7% hi vivien parelles casades, en un 3,2% dones solteres, i en un 25,8% no eren unitats familiars. En el 21% dels habitatges hi vivien persones soles el 12,9% de les quals corresponia a persones de 65 anys o més que vivien soles. El nombre mitjà de persones vivint en cada habitatge era de 2,58 i el nombre mitjà de persones que vivien en cada família era de 3,04.
Per edats la població es repartia de la següent manera: un 24,4% tenia menys de 18 anys, un 6,3% entre 18 i 24, un 28,8% entre 25 i 44, un 21,3% de 45 a 60 i un 19,4% 65 anys o més.
L'edat mediana era de 40 anys. Per cada 100 dones de 18 o més anys hi havia 98,4 homes.
La renda mediana per habitatge era de 39.250 $ i la renda mediana per família de 41.786 $. Els homes tenien una renda mediana de 27.083 $ mentre que les dones 22.917 $. La renda per capita de la població era de 15.909 $. Cap de les famílies estaven per davall del llindar de pobresa.

## Poblacions més properes
El següent diagrama mostra les poblacions més properes.